# Nightflight
Nightflight je devátým studiovým albem skupiny Budgie, vydané v říjnu 1981 u RCA Records. Album bodovalo v britském žebříčku UK Albums Chart, kde se umístilo na 68. pozici. Komerčně úspěšným se stal i singl „Keeping a Rendezvous“, který v singlovém žebříčku stejné hitparády obsadil 71. místo. Roku 2013 vyšla jeho remasterovaná verze se dvěma živými stopami z roku 1981. Obal alba ilustroval Derek Riggs.

## Seznam skladeb
Všechny skladby napsal(i) Burke Shelley a John Thomas. 
| Seznam skladeb původního alba Nightflight | Seznam skladeb původního alba Nightflight | Seznam skladeb původního alba Nightflight |
| Pořadí                                    | Název                                     | Délka                                     |
| ----------------------------------------- | ----------------------------------------- | ----------------------------------------- |
| 1.                                        | I Turned to Stone                         | 6:11                                      |
| 2.                                        | Keeping a Rendezvous                      | 3:45                                      |
| 3.                                        | Reaper of the Glory                       | 3:50                                      |
| 4.                                        | She Used Me Up                            | 3:17                                      |
| 5.                                        | Don't Lay Down and Die                    | 3:35                                      |
| 6.                                        | Apparatus                                 | 2:52                                      |
| 7.                                        | Superstar                                 | 3:28                                      |
| 8.                                        | Change Your Ways                          | 4:22                                      |
| 9.                                        | Untitled Lullaby                          | 1:16                                      |
| Celková délka:                            | Celková délka:                            | 32:36                                     |

| Remasterovaná verze z roku 2013 | Remasterovaná verze z roku 2013 | Remasterovaná verze z roku 2013 |
| Pořadí                          | Název                           | Délka                           |
| ------------------------------- | ------------------------------- | ------------------------------- |
| 10.                             | She Used Me Up (live 1981)      | 3:03                            |
| 11.                             | Superstar (live 1981)           | 3:55                            |

## Obsazení
- Burke Shelley – baskytara, zpěv
- John Thomas – kytara, zpěv
- Steve Williams – bicí

## Umístění v žebříčcích
Album
| Rok  | Žebříček        | Umístění |
| ---- | --------------- | -------- |
| 1981 | UK Albums Chart | 68       |

Singles
| Rok  | Singl                  | Žebříček         | Umístění |
| ---- | ---------------------- | ---------------- | -------- |
| 1981 | „Keeping a Rendezvous“ | UK Singles Chart | 71       |